# Maria Inês Batista Campos
Maria Inês Batista Campos Noel Ribeiro (1954) é uma linguista e professora brasileira conhecida por suas contribuições aos estudos bakhtinianos no Brasil e à pesquisa sobre ensino de língua portuguesa. Atua na Faculdade de Filosofia, Letras e Ciências Humanas da Universidade de São Paulo, onde é docente e pesquisadora do Departamento de Letras Clássicas e Vernáculas.

## Carreira
Formou-se em Letras (Português e Alemão) pela Universidade Presbiteriana Mackenzie em 1975 e em Filosofia pela Pontifícia Universidade Católica de São Paulo (PUC-SP) em 1980.
Após quinze anos como professora de literatura, redação e gramática no ensino básico, retornou à academia, defendendo mestrado em Língua Portuguesa pela PUC-SP em 1996 e doutorado em Linguística Aplicada e Estudos da Linguagem pela mesma instituição em 2002, sob a orientação de Beth Brait. Durante o doutorado, realizou estágio na Université de Aix-Marseille I como bolsista do CNPq. Realizou estágios pós-doutorais na PUC-SP (2008-2009), na Universidade Federal do Rio Grande do Sul (2014), na na Université Paris VIII Saint-Denis (2015), na Universidade Federal do Rio Grande do Norte (2017) e na Universidade Federal do Paraná (2023-2024).
É professora da USP desde 2008. De 2010 a 2021, foi editora-chefe da revista Linha d'Água. Em 2018, foi professora convidada da Faculté des Langues na Université Lumière-Lyon-II.

## Áreas de pesquisa
Tendo as contribuições do Círculo de Bakhtin como fundamento, sua obra está voltada a noções como gêneros do discurso, autoria, estilo, dissertação e argumentação em manuais escolares de língua portuguesa. É reconhecida como especialista em estudos bakhtinianos, tendo contribuído para sua expansão no Brasil, em especial em suas aplicações ao ensino.

### Estudos bakhtinianos
Entre seus textos sobre os estudos bakhtinianos, destacam-se "Da Rússia czarista à web" (2009, com Beth Brait), "Questões de literatura e de estética: rotas bakhtinianas" (2009) e "Compreensão sobre a arquitetônica em Bakhtin: fontes kantianas" (2015). Organizou, com Rosemary Schettini, a obra Repensando o Círculo de Bakhtin: novas perspectivas na história intelectual, reunindo textos de Craig Brandist.

### Identidade nacional
Sua tese de doutorado originou o livro A construção da identidade nacional nas crônicas da Revista do Brasil (2010), em que analisa textos de 1922 a 1925 sob uma perspectiva dialógica bakhtiniana, evidenciando a formação de discursos sobre a identidade cultural brasileira. A obra foi considerada "uma referência valiosa para os estudiosos da cultura brasileira e das relações entre a História e as suas formas de manifestação discursiva".

### Ensino de língua portuguesa
Tem diversas publicações sobre ensino de língua portuguesa, gêneros discursivos e materiais didáticos, como o livro Ensinar o prazer de ler (2005) e os artigos "A questão da arquitetônica em Bakhtin um olhar para materiais didáticos de língua portuguesa" (2012), "Bakhtin e o ensino de língua materna no Brasil: algumas perspectivas" (2016) e "Textos argumentativos em materiais didáticos: que proposta seguir?" (2011).